# Malezja na Mistrzostwach Świata w Lekkoatletyce 2019
Malezja na Mistrzostwach Świata w Lekkoatletyce 2019 – reprezentacja Malezji podczas mistrzostw świata w Doha liczyła tylko jednego zawodnika, lekkoatletę Hup Wei Lee specjalizującego się w skoku wzwyż.

## Skład reprezentacji

### Mężczyźni
| Zawodnik    | Konkurencja | Eliminacje | Eliminacje | Finał  | Finał   |
| Zawodnik    | Konkurencja | Wynik      | Pozycja    | Wynik  | Pozycja |
| ----------- | ----------- | ---------- | ---------- | ------ | ------- |
| Hup Wei Lee | skok wzwyż  | 2,29 m     | 9. q       | 2,27 m | 8.      |